# کریستین کلاوزن
کریستین کلاوزن (به دانمارکی: Christian Clausen) (زاده ۶ مارس ۱۹۵۵) کارآفرین، بانکدار و مدیر ارشد اجرایی دانمارکی است، که در حال حاضر به‌عنوان مدیر عامل اجرایی بانک نوردیا فعالیت می‌نماید. وی همچنین ریاست هیئت مدیره فدراسیون بانکداری اروپا را نیز بر عهده دارد.